# Pampilhosa da Serra
Pampilhosa da Serra é uma vila portuguesa do distrito de Coimbra, que pertenceu à antiga província da Beira Baixa e região do Centro (Região das Beiras), estando atualmente englobabada na sub-região Região de Coimbra (NUT III).
É sede do município de Pampilhosa da Serra que tem 396,46 km² de área e 4.138 habitantes (2023).
O município está subdividido em 8 freguesias. 
O município é limitado a norte pelo município de Arganil, a nordeste pela Covilhã, a leste pelo Fundão, a sul por Oleiros, a sudoeste pela Sertã e por Pedrógão Grande e a oeste por Góis.

## Freguesias

Freguesias do município de Pampilhosa da Serra.

O municipio de Pampilhosa da Serra está dividido em 8 freguesias:
- Cabril
- Dornelas do Zêzere
- Fajão - Vidual
- Janeiro de Baixo
- Pampilhosa da Serra
- Pessegueiro
- Portela do Fojo - Machio
- Unhais-o-Velho

## Política

### Eleições autárquicas[5]
| Data | %     | V     | %       | V       | %      | V      | %              | V            | %              | V    | Participação   |                |
| Data | PS    | PS    | PPD/PSD | PPD/PSD | CDS-PP | CDS-PP | FEPU/APU/CDU   | FEPU/APU/CDU | ASDI           | ASDI | Participação   |                |
| ---- | ----- | ----- | ------- | ------- | ------ | ------ | -------------- | ------------ | -------------- | ---- | -------------- | -------------- |
| Data | 1976  | 33,70 | 2       | 30,81   | 2      | 22,65  | 1              | 5,18         | -              |      |                | 52,46 / 100,00 |
| 1979 | 15,95 | 1     | 74,89   | 4       |        |        | 4,93           | -            | 65,53 / 100,00 |      |                |                |
| 1982 |       |       | 55,78   | 4       | 11,85  | -      | 6,27           | -            | 20,21          | 1    | 61,93 / 100,00 |                |
| 1985 | 12,92 | -     | 77,69   | 5       |        |        | 4,37           | -            |                |      | 56,76 / 100,00 |                |
| 1989 | 43,60 | 2     | 51,12   | 3       | 1,82   | -      | 66,77 / 100,00 |              |                |      |                |                |
| 1993 | 46,21 | 2     | 48,16   | 3       | 1,70   | -      | 67,94 / 100,00 |              |                |      |                |                |
| 1997 | 45,75 | 2     | 47,70   | 3       | 1,61   | -      | 1,16           | -            | 67,67 / 100,00 |      |                |                |
| 2001 | 20,62 | 1     | 72,78   | 4       |        |        | 2,28           | -            | 71,20 / 100,00 |      |                |                |
| 2005 | 30,89 | 1     | 64,57   | 4       | 1,38   | -      | 70,65 / 100,00 |              |                |      |                |                |
| 2009 | 41,50 | 2     | 55,88   | 3       | 0,35   | -      | 72,26 / 100,00 |              |                |      |                |                |
| 2013 | 10,97 | -     | 83,12   | 5       | 1,02   | -      | 67,08 / 100,00 |              |                |      |                |                |
| 2017 | 13,39 | -     | 78,58   | 5       | 3,46   | -      | 65,78 / 100,00 |              |                |      |                |                |
| 2021 | 28,09 | 1     | 61,23   | 4       | 6,30   | -      | 1,26           | -            | 73,06 / 100,00 |      |                |                |

### Eleições legislativas
| Data | %     | %     | %     | %    | %     | %     | %        | %     | %    | %     | %    | %   | %       | % | %  | %  |
| Data | PSD   | PS    | CDS   | PCP  | UDP   | AD    | APU/ CDU | FRS   | PRD  | PSN   | BE   | PAN | PSD CDS | L | CH | IL |
| ---- | ----- | ----- | ----- | ---- | ----- | ----- | -------- | ----- | ---- | ----- | ---- | --- | ------- | - | -- | -- |
| 1976 | 48,10 | 20,70 | 14,17 | 1,53 | 0,65  |       |          |       |      |       |      |     |         |   |    |    |
| 1979 | AD    | 20,06 | AD    | APU  | 0,65  | 66,31 | 5,09     |       |      |       |      |     |         |   |    |    |
| 1980 | AD    | FRS   | AD    | APU  | 0,55  | 66,65 | 3,98     | 18,52 |      |       |      |     |         |   |    |    |
| 1983 | 49,65 | 27,35 | 11,15 | APU  | 0,83  |       | 3,59     |       |      |       |      |     |         |   |    |    |
| 1985 | 50,53 | 20,48 | 8,43  | APU  | 0,83  | 3,87  | 8,74     |       |      |       |      |     |         |   |    |    |
| 1987 | 65,75 | 17,75 | 4,82  | CDU  | 0,20  | 2,74  | 1,44     |       |      |       |      |     |         |   |    |    |
| 1991 | 69,71 | 19,73 | 2,82  | CDU  |       | 0,99  | 0,48     | 1,31  |      |       |      |     |         |   |    |    |
| 1995 | 53,07 | 38,49 | 3,51  | CDU  | 0,79  | 0,68  |          | 0,71  |      |       |      |     |         |   |    |    |
| 1999 | 49,95 | 41,86 | 2,87  | CDU  |       | 1,48  |          | 0,60  |      |       |      |     |         |   |    |    |
| 2002 | 57,40 | 32,92 | 4,07  | CDU  | 1,04  | 0,76  |          |       |      |       |      |     |         |   |    |    |
| 2005 | 44,07 | 45,20 | 3,45  | CDU  | 1,16  | 2,13  |          |       |      |       |      |     |         |   |    |    |
| 2009 | 40,60 | 40,56 | 7,11  | CDU  | 1,83  | 4,47  |          |       |      |       |      |     |         |   |    |    |
| 2011 | 53,87 | 31,68 | 4,58  | CDU  | 1,95  | 1,87  | 0,32     |       |      |       |      |     |         |   |    |    |
| 2015 | CDS   | 35,83 | PSD   | CDU  | 3,09  | 5,18  | 0,23     | 48,77 | 0,32 |       |      |     |         |   |    |    |
| 2019 | 34,66 | 44,21 | 2,63  | CDU  | 3,31  | 6,04  | 1,34     |       | 0,41 | 0,72  | 0,31 |     |         |   |    |    |
| 2022 | 33,89 | 51,07 | 3,00  | CDU  | 1,32  | 1,98  | 0,20     | 0,15  | 4,12 | 1,17  |      |     |         |   |    |    |
| 2024 | AD    | 39,06 | AD    | CDU  | 34,65 | 1,69  | 1,90     | 0,67  | 0,92 | 14,76 | 1,49 |     |         |   |    |    |

## Evolução da População do Município
| Número de habitantes | Número de habitantes | Número de habitantes | Número de habitantes | Número de habitantes | Número de habitantes | Número de habitantes | Número de habitantes | Número de habitantes | Número de habitantes | Número de habitantes | Número de habitantes | Número de habitantes | Número de habitantes | Número de habitantes | Número de habitantes |
| -------------------- | -------------------- | -------------------- | -------------------- | -------------------- | -------------------- | -------------------- | -------------------- | -------------------- | -------------------- | -------------------- | -------------------- | -------------------- | -------------------- | -------------------- | -------------------- |
| 1864                 | 1878                 | 1890                 | 1900                 | 1911                 | 1920                 | 1930                 | 1940                 | 1950                 | 1960                 | 1970                 | 1981                 | 1991                 | 2001                 | 2011                 | 2021                 |
| 9 359                | 10 671               | 11 274               | 12 426               | 13 944               | 14 040               | 13 459               | 15 527               | 14 800               | 13 372               | 9 303                | 7 493                | 5 797                | 5 220                | 4 481                | 4 082                |

(Obs.: Número de habitantes "residentes", ou seja, que tinham a residência oficial neste município à data em que os censos  se realizaram.)
De acordo com os dados do INE o distrito de Coimbra registou em 2021 um decréscimo populacional na ordem dos 5.0% relativamente aos resultados do censo de 2011. No concelho de Pampilhosa da Serra esse decréscimo rondou os 8.9%. 
| Número de habitantes por Grupo Etário | Número de habitantes por Grupo Etário | Número de habitantes por Grupo Etário | Número de habitantes por Grupo Etário | Número de habitantes por Grupo Etário | Número de habitantes por Grupo Etário | Número de habitantes por Grupo Etário | Número de habitantes por Grupo Etário | Número de habitantes por Grupo Etário | Número de habitantes por Grupo Etário | Número de habitantes por Grupo Etário | Número de habitantes por Grupo Etário | Número de habitantes por Grupo Etário | Número de habitantes por Grupo Etário |
| ------------------------------------- | ------------------------------------- | ------------------------------------- | ------------------------------------- | ------------------------------------- | ------------------------------------- | ------------------------------------- | ------------------------------------- | ------------------------------------- | ------------------------------------- | ------------------------------------- | ------------------------------------- | ------------------------------------- | ------------------------------------- |
|                                       | 1900                                  | 1911                                  | 1920                                  | 1930                                  | 1940                                  | 1950                                  | 1960                                  | 1970                                  | 1981                                  | 1991                                  | 2001                                  | 2011                                  | 2021                                  |
| 0-14 Anos                             | 4 289                                 | 4 900                                 | 4 654                                 | 4 757                                 | 5 096                                 | 4 781                                 | 4 100                                 | 2 265                                 | 1 522                                 | 878                                   | 511                                   | 321                                   | 270                                   |
| 15-24 Anos                            | 2 080                                 | 2 394                                 | 2 360                                 | 2 631                                 | 2 563                                 | 2 492                                 | 2 338                                 | 1 335                                 | 1 056                                 | 624                                   | 553                                   | 301                                   | 222                                   |
| 25-64 Anos                            | 5 070                                 | 5 464                                 | 5 430                                 | 5 880                                 | 6 079                                 | 5 857                                 | 5 444                                 | 4 095                                 | 3 265                                 | 2 610                                 | 2 247                                 | 1 966                                 | 1 718                                 |
| = ou > 65 Anos                        | 695                                   | 779                                   | 892                                   | 1 013                                 | 1 244                                 | 1 245                                 | 1 490                                 | 1 550                                 | 1 650                                 | 1 685                                 | 1 909                                 | 1 893                                 | 1 872                                 |

(Obs: De 1900 a 1950 os dados referem-se à população "de facto", ou seja, que estava presente no município à data em que os censos se realizaram. Daí que se registem algumas diferenças relativamente à designada população residente)

## Cultura
- Auditório Municipal da Pampilhosa da Serra.

## Património
- Estação de Arte Rupestre da Serra da Cebola I.

## Pontos turísticos
- Praia fluvial de Janeiro de Baixo
- Praia Fluvial da Albufeira de Santa Luzia
- Praia Fluvial de Pessegueiro